# 蓮沼門三
蓮沼 門三（はすぬま もんぞう、1882年2月22日 - 1980年6月6日）は、社会教育団体「修養団」を設立した日本の社会教育家。

## 来歴
1882年（明治15年）2月22日、福島県耶麻郡相川村（現・福島県喜多方市山都町）出身。父の行商人・高橋岩四郎が行方不明になったため、母が岩月村（現・喜多方市）の蓮沼市太郎と再婚し、3歳のときに蓮沼姓となる。
小学校尋常科準教員を経た後の1903年（明治36年）、東京府師範学校（現・東京学芸大学）に入学し、寄宿舎に入る。在学中の1906年2月11日、仲間と共に、学校教育への問題提起を目的とする修養団を創立、主幹を務めた。
1907年に卒業、赤坂尋常高等小学校の訓導となる。1910年には修養団の運営に専念するため教職を辞し、四谷左門町に修養団の事務所を設置した。明治末に同団の経済的援助者として渋沢栄一や森村市左衛門が顧問に就任し、学生のサークル的な活動から始まった修養団は社会教育団体として社会的な信用を高めていった。1921年からは渋沢が設立した協調会の労務者講習会の運営を担った。
戦後は、東京青年文化会館の運営に携わった。1973年6月、日本を守る会結成に参加。
1980年（昭和55年）6月6日午前3時30分、死去（98歳）。会津会会員。

## 賞詞
- 藍綬褒章（1960年）
- 勲三等瑞宝章（1964年、第1回生存者叙勲）
- 喜多方市名誉市民第1号（1972年）
- 勲二等瑞宝章（1974年）
- 正四位（没後）[2]。

## 著書
- 「蓮沼門三全集」全12巻
- 「明魂」